# Предгорненский район (Восточно-Казахстанская область)
Предго́рненский райо́н — административно-территориальная единица в составе Восточно-Казахстанской области Казахской АССР и Казахской ССР, существовавшая в 1935–1963 годах.

## История
Предгорненский район с центром в селе Предгорное был образован 9 января 1935 года из частей Бель-Агачского и Кировского районов (утверждено ВЦИК 31 января 1935 года). Постановлением Восточно-Казахстанского облисполкома от 24 февраля 1935 года в его состав вошли 17 сельсоветов: Азовский, Барашковский, Берёзовский, Бородинский, Глубоковский, Ебитейский, Зевакинский, Красноярский, Кызыльский, Левобережный, Митрофановский, Пролетарский, Таврический, Тройницкий, Тулентаевский, Уба-Форпостовский, Убинский на Убе.
Указом Президиума Верховного Совета Казахской ССР от 16 октября 1939 года в состав вновь образованного Таврического района переданы сельсоветы: Бородинский, Кызыльский, Левобережный, Митрофановский, Пролетарский, Тройницкий, Тулентаевский и Усть-Каменогорский поссовет.
Указом Президиума Верховного Совета Казахской ССР от 16 февраля 1960 года из Шемонаихинского района передан Верх-Убинский сельсовет.
Решением Восточно-Казахстанского облисполкома от 14 июня 1961 года Красноярский и Берёзовский сельсоветы объединены в Красноярский.
Указом Президиума Верховного Совета Казахской ССР от 2 января 1963 года Предгорненский район упразднён. Его территория вошла в состав Шемонаихинского сельского (Верх-Убинский, Зевакинский, Красноярский и Убинский сельсоветы) и Глубоковского промышленного (посёлки Верхнеберёзовский, Глубокое и Первомайский) районов.